# 26679 Thomassilver
26679 Thomassilver è un asteroide della fascia principale. Scoperto nel 2001, presenta un'orbita caratterizzata da un semiasse maggiore pari a 2,5424423 au e da un'eccentricità di 0,1977651, inclinata di 7,23004° rispetto all'eclittica.
L'asteroide è dedicato allo studente statunitense Thomas Scott Silver.